# Daniel Gordon (football)
Pour les articles homonymes, voir Daniel Gordon (homonymie) et Gordon.
Daniel Gordon est un footballeur international jamaïcain, né le 16 janvier 1985 à Dortmund. Il possède également la nationalité allemande.
Évoluant au poste de milieu de terrain, il est formé au VfL Bochum puis évolue ensuite au Borussia Dortmund, au Rot-Weiß Oberhausen et au FSV Frankfurt. Il joue depuis 2012 au Karlsruher SC.

## Carrière
Daniel Gordon commence le football au sein du Borussia Dortmund où son père, Gary, ancien militaire britannique, est entraîneur des équipes de jeunes,. Évoluant au milieu de terrain ou en défense centrale, il rejoint en 2000 le VfL Bochum où il termine sa formation et, évolue avec l'équipe II du club où il dispute 62 matchs pour 6 buts marqués.
En 2006, il retourne au Borussia Dortmund en tant qu'amateur. Il fait ses débuts en Bundesliga le 21 avril 2007, en entrant en jeu à la 90e minute de la rencontre disputée contre le Hertha BSC Berlin en remplacement du Brésilien Tinga. En mai 2007, il signe, avec le Borussia, son premier contrat professionnel d'une durée de trois ans. Il ne dispute que huit rencontres de championnat en trois saisons avec l'équipe première et, évolue la majorité de son contrat en équipe II du Borussia.
Il rejoint en 2009 Rot-Weiß Oberhausen, club de deuxième division où il s'impose comme titulaire. Sa seconde saison est marquée par une blessure au genou subie en octobre 2010 qui l'oblige à un arrêt de trois mois. En 2011, à la suite de la relégation du club, il signe au FSV Frankfurt, autre équipe de deuxième division, un contrat de deux ans. Il ne dispute que trois rencontres avec l'équipe première et 10 pour deux buts inscrits avec l'équipe II.
En juin 2012, il est transféré gratuitement au Karlsruher SC, club de troisième division. Il retrouve une place de titulaire et remporte, en fin de saison le titre de champion avec ses coéquipiers.
Possédant des origines jamaïcaines par ses grands parents, il est alors appelé en Équipe de Jamaïque en mai 2013. Il fait ses débuts en sélection le 4 juin 2013 face au Mexique dans un match comptant pour les éliminatoires de la coupe du monde 2014. Dans ce match disputé au National stadium, les Jamaïcains s'inclinent sur le score d'un à zéro.

## Palmarès
- Champion d'Allemagne de troisième division en 2013 avec le Karlsruher SC.